# FREZELMI
El Frente Estudiantil Zelmar Michelini (FREZELMI) es una agrupación de estudiantes de la Facultad de Derecho de la Universidad de la República . Forma parte del Centro Estudiantes de Derecho (CED), que a su vez integra la Federación de Estudiantes Universitarios del Uruguay (FEUU)
Como agrupación estudiantil independiente, defiende los principios y funciones universitarias emergidos de la Reforma Universitaria de 1918, los principios de cogobierno, autonomía de la Universidad frente al gobierno, gratuidad y laicidad de la educación universitaria; la enseñanza, investigación y la extensión universitaria como funciones de la misma.
Actualmente es la agrupación gremial con mayor apoyo de Facultad de Derecho, habiendo obtenido más de 7000 votos en las elecciones universitarias de noviembre de 2022. 

## Historia
FREZELMI fue fundada en 1987 luego de la reapertura democrática, finalizada la dictadura cívico-militar en Uruguay (1973-1985). 
En el año 2002, frente a la elección de un nuevo decano de la Facultad, FREZELMI presenta al Dr. Alberto Pérez Pérez como candidato del Orden Estudiantil, obteniendo un 70%. Sin embargo los estudiantes de la Corriente Gremial Universitaria mandatados por plebiscito, da como resultado la victoria del Dr. Alejandro Abal Oliú.
En el año 2006 a través de plebiscito gremial del CED, posicionan a Dora Bagdassarián como candidata por el Orden Estudiantil, siendo decana por dos períodos consecutivos 2006-2010 y 2010-2014.
Luego de las elecciones Universitarias del 26 de marzo de 2014, FREZELMI se consolida una vez más como mayoría del orden estudiantil obteniendo dos de tres consejeros y seis de diez claustristas en Facultad.
Para el plebiscito gremial frente a una nueva elección de Decano, FREZELMI presenta al Dr. Juan Raso Delgue docente laboralista grado 5, coordinador de la Licenciatura en Relaciones Laborales y Director del Instituto de Derecho del Trabajo y Seguridad Social. El mismo obtiene más del 60% de los votos frente al Dr.Esc. Gonzalo Uriarte Audi de la CGU. Sin embargo, el candidato de CGU obtiene mayorías en el Orden Docente y Egresado siendo electo Decano.